# Меній-Рок
Меній-Рок (фр. Mesnil-Roc'h) — муніципалітет у Франції, у регіоні Бретань, департамент Іль і Вілен. Меній-Рок утворено 1 січня 2019 року шляхом злиття муніципалітетів Ланелен, Сен-П'єрр-де-Плеган i Трессе. Адміністративним центром муніципалітету є Сен-П'єрр-де-Плеган. Населення — 4422 особи (01.01.2021).